# Lluís Martínez Sistach
Lluís Martínez Sistach (Barcelona, 29 april 1937) is een Spaans geestelijke en een kardinaal van de Rooms-Katholieke Kerk.
Martínez Sistach studeerde aan het grootseminarie van Barcelona en werd op 17 september 1961 priester gewijd. In Rome studeerde hij tussen 1962 en 1967 aan de Pauselijke Lateraanse Universiteit, een studie die hij afsloot met een promotie in beide rechten.
Op 6 november 1987 werd Martínez Sistach benoemd tot hulpbisschop van Barcelona en tot  titulair bisschop van Algeciras; zijn bisschopswijding vond plaats op 27 december 1987. Op 17 mei 1991 volgde zijn benoeming tot bisschop van Tortosa. Op 20 februari 1997 werd hij benoemd tot aartsbisschop van Tarragona. Op 15 juni 2004 volgde zijn benoeming tot aartsbisschop van Barcelona.
Martínez Sistach werd tijdens het consistorie van 24 november 2007 kardinaal gecreëerd. Hij kreeg de rang van kardinaal-priester. Zijn titelkerk werd de Sint-Sebastiaan buiten de Muren. Martínez Sistach nam deel aan het conclaaf van 2013.
Op 12 juni 2008 werd Martínez Sistach benoemd tot lid van de Hoogste Rechtbank van de Apostolische Signatuur en tot lid van de Pauselijke Raad voor de Leken.
Martínez Sistach was de gastheer van de paus tijdens diens bezoek aan Barcelona op 6 en 7 november 2010.
Martínez Sistach ging op 6 november 2015 met emeritaat.
Op 29 april 2017 verloor Martínez Sistach - in verband met het bereiken van de 80-jarige leeftijd - het recht om deel te nemen aan een toekomstig conclaaf.
- Biblioteca Nacional de España: XX4579050
- Bibliothèque nationale de France: cb16570582v (data)
- Gemeinsame Normdatei: 136580319
- International Standard Name Identifier: 0000 0001 1577 2423
- Library of Congress Control Number: n81128192
- Nederlandse Thesaurus van Auteursnamen: 069228116
- Réseau des bibliothèques de Suisse occidentale: 02-A000111330
- Istituto Centrale per il Catalogo Unico: PUVV364430
- Système universitaire de documentation: 103892761
- Virtual International Authority File: 88973140